# Chauncey Collins
Chauncey Collins (Oklahoma City, 17 gennaio 1995) è un cestista statunitense.